# Nature Moves
Nature Moves – debiutancki album jazzowego combo Wacław Zimpel To Tu Orchestra wydany we wrześniu 2014 przez For Tune.

## Lista utworów
1. Cycles
2. River
3. Dry Landscape
4. Under Surface
5. Winter Walk
6. Where The Prairie Meets The Mountains